# Bålastugan

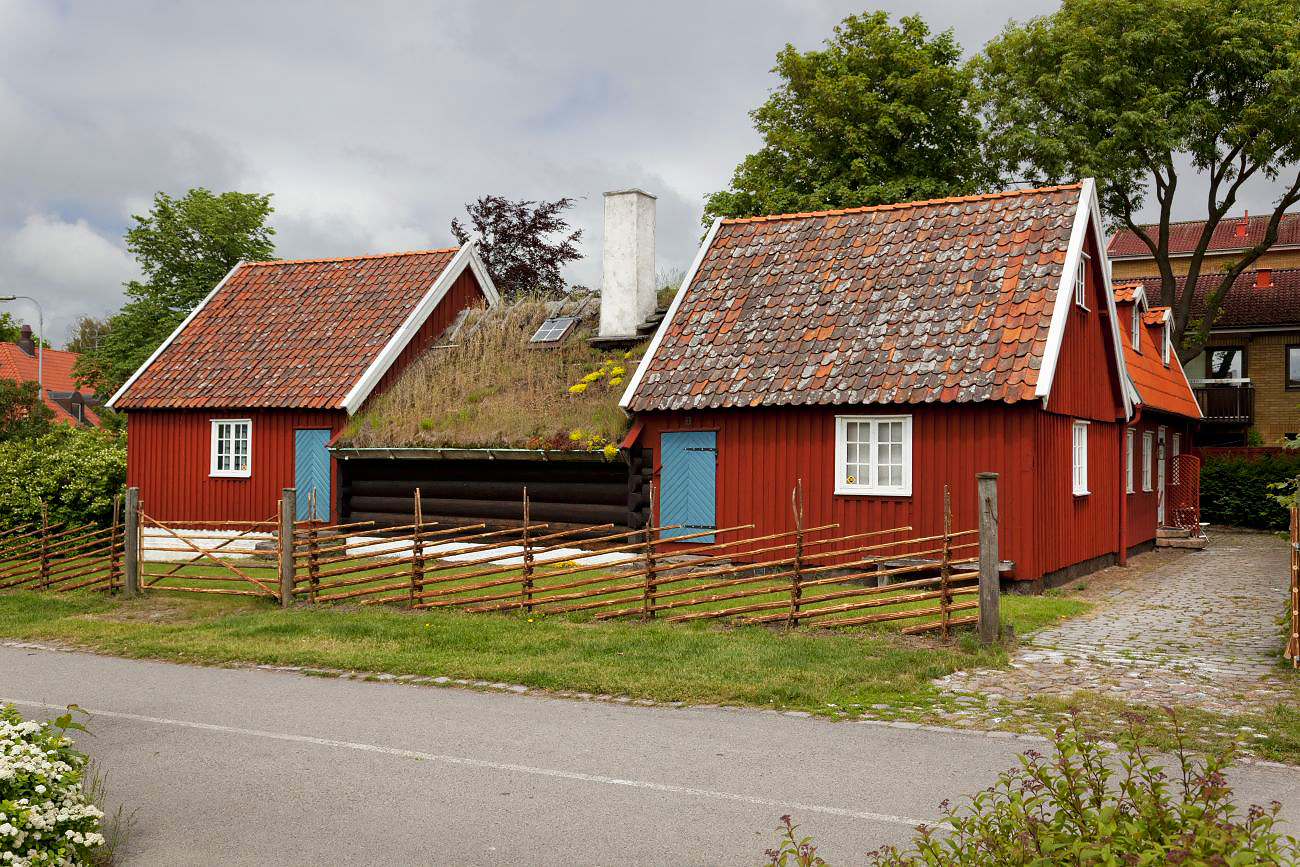
Bexellska ryggåsstugan

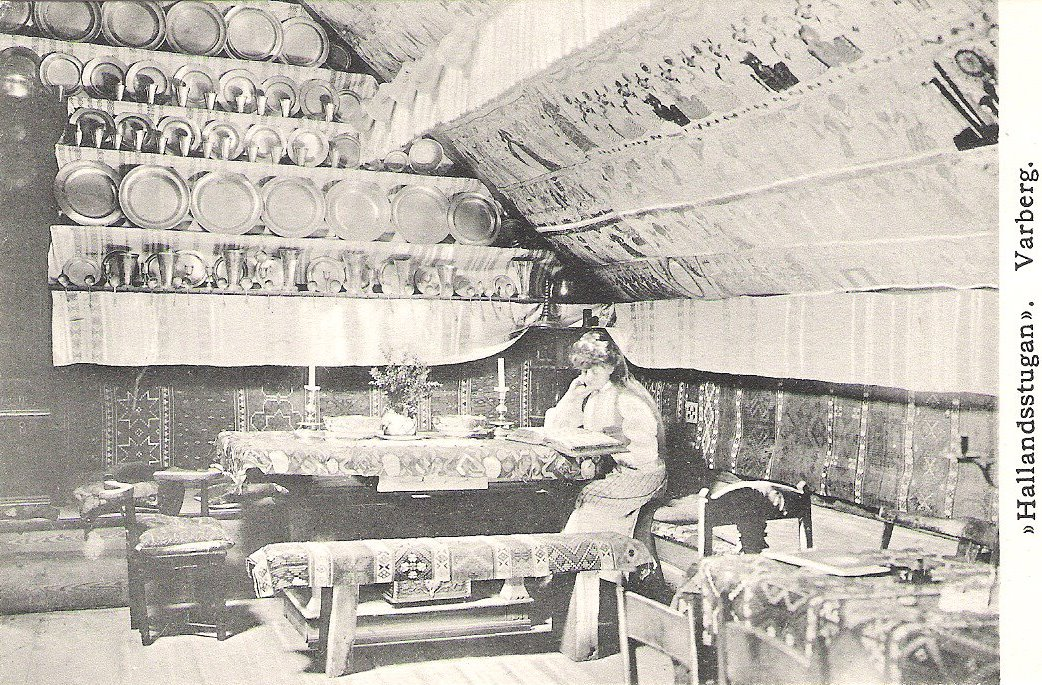
Interiör 1908. Flickan på bilden är Bexells dotter Herdis.

Bålastugan, även kallad Bexellska ryggåsstugan, är ett äldre kulturhus i Varberg, vid Träslövsvägen 1. 
Bålastugan är det egennamn Alfred Bexell (1831–1900) gav huset sedan han köpt det, vilket framgår av bevarade dokument. Benämningen Bexellska ryggåsstugan infördes 1933 av museichefen Albert Sandklef i Varberg. Ryggåsstugor med häbbarshus eller häbbaren (härbren) var till mitten av 1800-talet den vanliga typen av bostad för allmogen i södra Sverige. Hustypen förekom i Halland, Västergötland, Småland, Blekinge och Skåne. Husets eller längans storlek varierade allt efter bondens behov och välstånd. Ordet ryggåsstuga kommer av att huset saknar plant innertak och är öppet upp till takåsen. Att ryggåsstugor ibland kallas ”bålastugor” beror på att de i regel var byggda av tudelade stockar eller ”båler”. Etnologen Sigurd Erixon uppfann benämningen sydgötiskt hus eller högloftsstuga.
Bexellska ryggåsstugan torde idag vara ett av få allmogehem i landet (om inte det enda) som alltjämt har kvar alla sina ursprungliga inventarier från sekelskiftet vid år 1800. Flera av möblerna är dekorerade med initialer, årtal och/eller blommor eller andra motiv, och på bänkarna ligger broderade dynor. På sängloften och på en dörr finns målade texter. I snedtaket i storstugan sitter textilier och sydsvenska bonadsmålningar. De senare kom till för att dekorera bondens hem under julen och har därför främst motiv från Bibeln. Under resten av året var de undanlagda, men sedan Bålastugan blev museum sitter bonaderna uppe året om.

## Historik
Ryggåsstugan och de två häbbaren – hela den sammanbyggda längan – uppfördes 1785 på Kulsegård i Särdals by i Harplinge socken som ett av manhusen där; de två manhusen utgjorde ena längan i den kringbyggda gården. Huset köptes 1876 med sitt lösöre av riksdagsmannen och godsägaren Alfred Bexell, som för kommande generationer ville bevara ett autentiskt, äldre allmogehem; de flesta ryggåsstugor revs i samband med laga skiftet. Enligt köpeavtalet skulle Alfred Bexell bygga ett modernt bostadshus åt säljaren, Jöns Jönsson, och först när detta var klart fick ryggåsstugan flyttas. Jöns Jönsson fick bara behålla sina gångkläder. Alla inventarier – även den gamla snusdosan hans farfar en gång ägt – skulle lämnas kvar i stugan för att vittna om en äldre, helt autentisk allmogemiljö.   
Huset flyttades till Göingegården utanför Varberg, där det uppfördes i sitt ursprungliga skick och 1879 blev museum. Själva ryggåsstugan visades som en äldre allmogebostad. I häbbaren (som varit förrådslokaler och på sommaren även använts till sov- och vävkammare) ställde Bexell ut de kulturhistoriska föremål, huvudsakligen allmogeobjekt, som han samlat sedan tonåren. I och med köpet av Bålastugan blev Bexell den förste i Sverige som tillvaratog ett allmogehem i musealt syfte och förverkligade friluftsmuseitanken. Runt 1880 besökte Artur Hazelius Bålastugan och ska ha inspirerats av Bexells kulturgärning – ett tiotal år innan han 1891 invigde sitt friluftsmuseum Skansen i Stockholm. I egenskap av museum fick Bålastugan följa med, när Bexell flyttade till en annan gård; den har även stått på Torstorp gård i Grimeton och på Kullagård i Veddige. 
Efter Alfred Bexells bortgång flyttade hans änka Cecilia (1843–1929) 1907 Bålastugan till odaljordar utanför Varberg (senare integrerade i staden), där museet återinvigdes den 16 juni med besök av Prins Carl. Sommaren 1907 skrev över 1 000 besökare i gästboken, bland andra Leo Tolstoj d.y. från St. Petersburg. Museiverksamheten fortsatte fram till och med 1915. År 1916 sålde Cecilia Bexell de flesta föremålen i Bexellska samlingarna (dock inte ryggåsstugans lösöre) på auktion. Många av dem köptes av en liten förening som bildats i avsikt att grunda ett hembygdsmuseum i Varberg. Det lilla museet växte under Albert Sandklefs ledning med åren och är idag länsmuseum. Hallands kulturhistoriska museum har alltså sina rötter i Bexells samlingar.
Efter Cecilia Bexells död tog dottern Ebba Sandberg (1871–1969) över Bålastugan och senare dottersonen, folklivs- och bonadsforskaren Nils Strömbom (1898–1983). Sedan 1930-talet är häbbaren inredda med kvarvarande möbler ur Bexellska samlingarna samt några andra tidsenliga allmogeföremål. Under Nils Strömboms tid kom Bålastugan att starkt förknippas med det sydsvenska bonadsmåleriet. I huset förvarades då landets största privata bonadssamling. Dit kom vetenskapsmän och forskare för att studera bonader och delta i bonadssymposier. År 1993 donerades merparten av samlingen till länsmuseet i Varberg, där delar av den är utställda. Många bonader blev dock kvar i Bålastugan, som idag – jämte Unnaryds Bonadsmuseum – torde vara det museum i landet som har den största permanenta utställningen av sydsvenska bonader. De kan där ses i en autentisk allmogemiljö och inte bara som objekt i en museilokal.
År 1952 blev Bålastugan – enligt 1942 års lag om skydd av kulturhistoriskt märkliga byggnader – den första privata byggnaden i Halland som K-märktes. Handlingen undertecknades av landshövding Reimer Johansson. År 2006 upphävdes K-märkningen av Länsstyrelsen , som ansåg att häbbaren (på grund av storleken) byggts om. Enligt släkten som ägde huset från 1876 till 2003, har någon sådan ombyggnad dock inte skett. Arkivhandlingar hos Lantmäteriet upprättade 1844 vid laga skiftet (Akt 13-HAR-97) visar även att de flesta av de i Särdal då 14 kvarvarande ryggåsstugorna (inkl. häbbaren) var ovanligt stora; mått är angivna. Det framgår även att ”Bålastugan” och det andra bostadshuset på Kulsegård var högre än alla de övriga ryggåsstugorna (inkl. häbbaren) i Särdal. Sillfiske, marknadsplats med mera bidrog till att Särdal var en välmående by, vilket avspeglades i bostäderna.
Bålastugan vårdades av Alfred och Cecilia Bexell och deras ättlingar i 128 år, innan den 2003, testamentariskt, donerades av Nils och Gulli Strömbom till Stiftelsen Hallands länsmuseer. Sedan dess sköts kulturhuset av Länsmuseet Varberg, som också har hand om visningarna för allmänheten och olika grupper.